# Alcides Lins
Alcides Lins (Ouro Preto, 2 de maio de 1891 — 9 de novembro de 1969) foi um político brasileiro.
Nascido em Ouro Preto, interior de Minas Gerais, em 1891, diplomou-se, aos 24 anos, como engenheiro civil e minas, pela Escola de Minas de Ouro Preto. Foi engenheiro da Rede Sul Mineira de Viação e da Superintendência de Máquinas, Construções e Oficinas do Lloyd Brasileiro.
Antes de se tornar prefeito da capital mineira, entrou para a vida pública quando foi engenheiro fiscal do Estado de Minas Gerais. Foi também diretor do Departamento Estadual de Viação e Obras Públicas no governo do presidente Antônio Carlos Ribeiro de Andrada, quando empreendeu a construção da Estrada Belo Horizonte-Rio de Janeiro. Em novembro de 1929, é nomeado prefeito de Belo Horizonte pelo então presidente do Estado de Minas Gerais, Antônio Carlos Ribeiro de Andrada.[carece de fontes?]
Dentre as ações de Alcides enquanto prefeito da capital mineira, vale destacar a doação do prédio do antigo poder legislativo para a instalação da Assembleia Constituinte, obras de conclusão do abastecimento de água, asfaltamento de largos trechos nas zonas urbanas e suburbanas, obras de calçamento e abertura de novos logradouros em Venda Nova, expansão da rede de esgoto e remodelação da coleta de lixo.[carece de fontes?] Foi prefeito de Belo Horizonte até setembro de 1930.
Após deixar o cargo de prefeito, Alcides ainda foi novamente diretor da Rede Sul Mineira de Viação, secretário das Finanças de Minas Gerais, fez parte da diretoria do Departamento Nacional do Café, foi interventor federal em Minas Gerais, de 21 de dezembro de 1946 a 19 de março de 1947, diretor das companhias ferroviárias Itabapoana e Canteira da Viação Fluminense, colaborou com jornais de Juiz de Fora, Belo Horizonte e Rio de Janeiro e escreveu alguns livros relacionados ao transporte, como “A Central do Brasil”, “Relatórios ao Governo” e “Progresso das Rodovias”. Faleceu em 1969.